# Tanya Dangalakova
Tanya Bogomilova Dangalakova (bulgare : Таня Богомилова Дангалакова, née le 30 juin 1964 à Sofia) est une nageuse de brasse bulgare qui a remporté une médaille d'or au 100 m brasse aux Jeux olympiques d'été de 1988 à Séoul en Corée du Sud.
Lors des championnats d'Europe de natation 1985, elle empêcha l'Allemagne de l'Est d'obtenir toutes les victoires féminines pour un troisième championnat d'Europe de suite en remportant le 200 m brasse par 0,45 seconde.
En 1988, elle remporta le titre d'athlète bulgare de l'année en compagnie de Khristo Markov.

## Palmarès

### Championnats d'Europe
- Championnats d'Europe 1983 à Rome (Italie) :
  -  Médaille de bronze du 100 m brasse.
- Championnats d'Europe 1985 à Sofia (Bulgarie) :
  -  Médaille d'or du 200 m brasse ;
  -  Médaille de bronze du 100 m brasse ;
  -  Médaille de bronze du relais 4 × 100 m 4 nages.
- Championnats d'Europe 1989 à Bonn (Allemagne de l'Ouest) :
  -  Médaille d'argent du 100 m brasse.
- Championnats d'Europe 1991 à Athènes (Grèce) :
  -  Médaille de bronze du 100 m brasse ;
  -  Médaille de bronze du 200 m brasse.